# Mirnyy, Arkhangelsk
Huyện Mirnyy (tiếng Nga: ? райо́н) là một huyện hành chính tự quản (raion), của Tỉnh Arkhangelsk, Nga. Huyện có diện tích ? kilômét vuông, dân số thời điểm ngày 1 tháng 1 năm 2000 là 30600 người. Trung tâm của huyện đóng ở Mirnyy.